# Rust, Baden-Württemberg
Rỉ sét ( tiếng Đức: [ʁʊst] ⓘ; tiếng Đức Alemanni: Ruäscht) là một  thị xã nằm ở huyện Ortenau, thuộc bang Baden-Württemberg, Đức.